# 龍仁市サッカーセンター
龍仁市サッカーセンター（ヨンインしさっかーせんたー、韓国語: 용인시축구센터、英語: Yongin City Football Center）は京畿道龍仁市に位置するサッカー選手養成機関である。U-18、U-15、U-12の年代別チームを編成して活動を行なっている。2001年に財団法人が設立され、2003年4月に施設が竣工した。財団法人の理事長は龍仁市長が務める。
高校生（U-18）チームについては過去には白岩高等学校や新葛高等学校と協約を結んでサッカー部の運営を行なっていたが、2020年からクラブチーム「龍仁FC U-18徳永」に転換し、選手たちは徳永高等学校に通いながら活動している。
中学生（U-15）チームについては、2014年に遠三中学校と白岩中学校のサッカー部をクラブチームに転換し、それぞれ「龍仁FC U-15遠三」、「龍仁FC U-15白岩」として大韓サッカー協会に登録した。2020年に関係を解消し、チーム名を「龍仁FC U-15」に変更。選手たちは泰成中学校に通いながら活動している。

## 施設
龍仁市が311億ウォンを投じて処仁区遠三面竹陵里に造成し、2003年4月に開場した。全面積16万余㎡に6つのサッカーグラウンド（天然芝2面と人工芝4面）、210人を収容可能な選手寮、トレーニングルーム、物理療法室など体系的にトレーニングするための様々な施設が整備された。
2021年10月20日、龍仁市は市内に半導体クラスターの造成を図るSKハイニックスにサッカーセンターと周辺の敷地を一括売却する計画を表明した。龍仁市サッカーセンターの売却代金は900億ウォン以上になると推定される。
2022年4月2日から龍仁市は処仁区陽智面にある市のユーストレーニングセンターへ移転を開始した。新サッカーセンターは約9万6000㎡の敷地に2年かけて造成する計画で約350億ウォンの建設費を見込んでいる。

## 出身選手
- 鄭仁煥
- 金周栄
- 尹栄善
- 李昇烈
- 李範永
- 金甫炅
- 呉宰碩
- 石現俊
- 金珍洙